# Sphère céleste
Pour les articles homonymes, voir Sphère (homonymie) et Céleste.

Sphère céleste entourant la Terre.

La sphère céleste est une construction géométrique représentant le ciel tel qu'il apparaît à un observateur isolé. Incapable de déterminer les distances qui le séparent des astres, il imagine qu'ils sont situés sur la surface d'une sphère visible : le ciel nocturne.
C'est une sphère imaginaire, de rayon arbitraire et dont le centre est l'origine du système de coordonnées célestes de référence considéré. Les positions des objets célestes ainsi que, le cas échéant, leurs trajectoires apparentes dans le ciel, sont repérées par leur projection depuis le centre sur la surface interne (concave) de la sphère.
Sur Terre, la partie visible de la sphère céleste, c'est-à-dire l'hémisphère surplombant l'observateur isolé, est couramment désignée par le terme voûte céleste.
Ce concept d'astronomie sphérique, hérité avec le géocentrisme depuis l'Antiquité, permet de se figurer collés sur une sphère tous les astres tels qu'on les voit depuis la Terre. Il est ainsi possible de les situer facilement dans le ciel, en leur attribuant des coordonnées indépendantes de leurs distances réelles avec la Terre. Les pôles Nord et Sud de la sphère céleste géocentrique (voir ci-dessous) prolongent ceux de la Terre ; l'équateur terrestre et l'équateur céleste s'y trouvent sur le même plan.
Bien que cette modélisation formelle de l'univers soit fondamentalement fausse, les rapports de distances entre les objets célestes sont si grands qu'ils permettent à cette modélisation sphérique centrée sur l'observateur d'être pour l'Humanité l'outil cartographique de référence le plus indispensable à l'astronomie de position.
En fonction de la position de l'observateur, on peut distinguer par exemple :
- la sphère céleste géocentrique, dont le centre est la Terre ;
- la sphère céleste héliocentrique, dont le centre est le Soleil.

## Genèse du concept
On conçoit aisément que les premiers hommes, incapables de soupçonner comment des corps isolés pourraient se maintenir dans l'espace, supposèrent les étoiles fixées à une voûte solide et transparente, matérialisant ainsi leur impression visuelle par un simple effet de perspective.
Avec l'introduction de la géométrie pythagoricienne, l'observateur devient le centre d'une sphère immense, la sphère céleste, effectuant son mouvement diurne autour d'un axe idéal.
Avec la sphéricité de la terre et de la Lune, toute la cosmologie de la Grèce antique fut ainsi basée sur un modèle de sphères et de cercles plus ou moins concentriques à la sphère terrestre, comme on le voit en particulier chez Platon dans le Timée et chez Aristote, dans son traité Du ciel. La sphère la plus éloignée était la sphère des fixes, qui correspondait peu ou prou à la sphère céleste actuelle.
Pour l'enseignement de la représentation figurée des constellations, Eudoxe de Cnide (408 – 355 av. J.-C.) devait déjà se servir couramment de la sphère étoilée, ou sphère solide. Eudoxe, théoricien pur, se proposait seulement d'offrir un artifice de calcul, mais on attribua à ses sphères une existence matérielle et cette interprétation rencontra crédit jusqu'à Copernic. Dans l'Almageste, Ptolémée cite la sphère solide d'Hipparque (v. 190 – v. 120 av. J.-C.).
On sait aussi aujourd'hui que l'astronomie de l'antiquité grecque eut rapidement conscience de l'excès d'idéalisme qu'apporte ce modèle théorique par rapport à la réalité. L'idée que toutes les étoiles fixes ne sont pas sur une même surface sphérique remonterait au plus tard aux Stoïciens,, c'est-à-dire à l'époque de l'invention de la sphère céleste des pythagoriciens. La géométrie euclidienne permettait aussi de prévoir l'absence de parallaxe stellaire détectable au-delà de certaines distances.
L'Introduction aux phénomènes de l'astronome Geminos de Rhodes permet aussi d'attester que l'astronomie de la Grèce ancienne considérait déjà que ses outils scientifiques de modélisation étaient proportionnés par les besoins d'usage au moins autant que par les moyens d'observation disponibles : « L'astronomie tout entière repose en effet sur l'hypothèse que le soleil, la lune et les 5 planètes se déplacent à vitesse constante [...] Tout en haut, il y a la sphère dite sphère des fixes, sur laquelle se trouve la représentation figurée de toutes les constellations. Gardons-nous de supposer que toutes les étoiles sont situées sur la même surface : les unes sont plus élevées, les autres plus basses ; mais, du fait que la vue ne porte que sur une distance donnée, la différence de hauteur reste imperceptible. »
Considérée ainsi en tant qu'outil de projection géométrique de l'univers plus vaste, la sphère céleste est un modèle de cartographie du ciel qui n'a guère eu besoin d'évoluer depuis l'antiquité. La sphère céleste, et par extension l'astronomie sphérique, qui consiste à l'élaboration d'une position céleste projetée sur une sphère imaginaire plus ou moins locale, reste par définition l'outil fondamental en observation astronomique moderne, où elle continue à incarner pleinement ce rôle.
Après les Grecs et jusqu'au XIXe siècle, la taille de la sphère céleste n'a que peu évolué. La détermination de la distance réelle d'une étoile à la Terre restait complètement inaccessible aux moyens d'observation.
À l'aube du XXe siècle, les distances d'une vingtaine d'étoiles commencent à peine à être connues. C'est l'époque où s'amorce le bond prodigieux des moyens d'investigation astronomique. En moins d'un siècle les astronomes ont déplacé tous les astres encore fixés à la surface de la sphère céleste jusqu'à leur place dans le volume universel. La taille de ce volume augmenta si prodigieusement que l'image ancienne de la petite sphère céleste put apparaître soudain complètement désuète et naïve. Il n'en est pourtant rien. De par l'observation omnidirectionnelle depuis la Terre, il est évident que l'univers observable continue d'offrir une vue sphérique dont le rayon dépend directement du lieu et des moyens d'observation. C'est donc cette nouvelle impression visuelle de l'univers, se matérialisant par simple effet de perspective, qui a hérité de toutes les faiblesses de la sphère céleste antique, et soulagé presque entièrement celle-ci de ce poids historique. Pour les astronomes, familiarisés avec les apparences de la sphère céleste en tant que surface cartographique, il est commode d'en conserver le langage, et il ne saurait plus y avoir aucun inconvénient à substituer le mouvement apparent au mouvement vrai, l'illusion à la réalité, et réciproquement. La sphère céleste continue donc de leur fournir en astrométrie cette même petite bulle locale et imaginaire qui permet si bien de faire l'inventaire de tous les objets célestes sans jamais en perdre aucun.
Quant aux nouveaux horizons de l'univers, notons qu'ils partagent avec la sphère céleste antique des points en commun assez remarquables :
- le plus commode pour les présenter reste souvent une surface sphérique située dans l'espace des coordonnées comobiles. Parmi ces horizons sphériques célèbres, on trouve ceux dont le front progresse au rythme du temps cosmique dû à l'expansion cosmologique : le fond diffus cosmologique, les horizons cosmologiques, ainsi que la sphère de Hubble (Hubble sphere) ;
- si nous nous heurtons à la surface de ces nouvelles sphères imaginaires, c'est à la manière des anciens sur la sphère céleste antique : « du fait que la vue ne porte que sur une distance donnée »[5] ;
- nous nous heurtons aussi, à l'évidence, à des questions cosmologiques entièrement nouvelles que nous nous gardons bien de considérer comme définitivement indépassables.

## Utilité en astronomie moderne
La sphère céleste sert de carte du ciel à toutes les observations astronomiques. Elle en est l'outil référentiel de positionnement par excellence.
Il en est de même pour la navigation astronomique.

## Système de représentation
Pendant que la Terre tourne sur son axe, les points situés sur la sphère céleste semblent tourner autour des pôles célestes en 24 heures : c'est le mouvement diurne apparent. Par exemple, le Soleil semble toujours se lever à l'est et se coucher à l'ouest, tout comme les étoiles, les planètes et la Lune. Toutefois, à cause de la différence existant entre le temps solaire et le temps sidéral, chaque nuit une étoile donnée se lèvera 4 minutes plus tôt qu'elle s'est levée la nuit précédente, car un jour sidéral, c'est-à-dire 24 heures de temps sidéral, équivaut à environ 23 h 56 min de temps solaire moyen.
Dans le système de représentation de la sphère céleste, la Terre est considérée comme immobile et c'est la sphère céleste qui tourne autour de notre planète. L'axe de rotation passe par les pôles géographiques, et ses intersections avec la sphère céleste détermine les pôles célestes. α Ursae Minoris, plus connue sous le nom d'étoile polaire, est tellement proche du pôle nord céleste qu'elle semble immobile dans le ciel. L'axe de rotation de la sphère céleste est appelé l'axe du monde. Le grand cercle qui est l'intersection du plan équatorial avec la sphère céleste s'appelle l'équateur céleste. Cet équateur partage la sphère céleste en deux hémisphères célestes nord et sud. D'une manière générale, on peut projeter n'importe quel point de la Terre sur la sphère céleste ; la projection est l'intersection de la verticale passant par ce point avec la sphère céleste. La verticale d'un point de la Terre, sauf pour les pôles, trace un parallèle sur cette sphère au fur et à mesure de sa rotation.
Tous les astres peuvent être également représentés sur la sphère céleste, y compris le Soleil, et on appelle écliptique le grand cercle qui est la projection de la trajectoire du Soleil sur la sphère céleste : c'est l'intersection du plan de l'écliptique et de la sphère céleste. L'inclinaison de l'axe de la Terre par rapport à l'écliptique fait que l'écliptique est aussi incliné relativement à l'équateur céleste. L'intersection de ces deux grands cercles est la ligne des équinoxes, qui coupe la sphère céleste en deux points opposés qui sont les points équinoxiaux de printemps et d'automne. Le point équinoxial de printemps (celui du nord) est aussi appelé le point vernal ou point Gamma. Quand le Soleil croise de la sorte le plan équatorial, donc aux équinoxes, la durée du jour est égale à la durée de la nuit. Un grand cercle passant par les pôles du monde, et dont le plan est dès lors perpendiculaire au plan de l'équateur céleste, est appelé un méridien céleste. Le grand cercle dont un diamètre est la ligne des équinoxes et un autre est l'axe Nord-Sud s'appelle le colure des équinoxes (l'autre grand cercle remarquable de diamètres orientés Nord-Sud et orienté à 90° du premier est dit colure des solstices). Le point vernal est l'origine des ascensions droites sur l'équateur céleste, et des longitudes célestes sur l'écliptique. La déclinaison d'un point du ciel est la portion d'arc du méridien comprise entre l'équateur et ce point. L'ascension droite et la déclinaison sont les coordonnées équatoriales locales. La distance polaire est le complément de la déclinaison. Leur somme vaut donc toujours 90°. Ces coordonnées sont les équivalents de la latitude et de la longitude sur Terre. Les parallèles célestes sont des petits cercles dont tous les points ont la même déclinaison, car leur plan est parallèle au plan de l'équateur.

## Systèmes de coordonnées
Il existe plusieurs systèmes de coordonnées célestes permettant de repérer un point dans le ciel. Ils sont basés sur des grands cercles de la sphère céleste.
- Les coordonnées équatoriales locales utilisent l'équateur et le méridien pour déterminer l'ascension droite et la déclinaison.
- Les coordonnées équatoriales horaires utilisent l'équateur et un cercle horaire pour mesurer l'angle horaire et la déclinaison.
- Les coordonnées écliptiques utilisent l'écliptique et des grands cercles passant par les pôles de l'écliptique, pour mesurer la longitude et la latitude célestes.
- Les coordonnées horizontales utilisent l'horizon céleste et les verticaux pour mesurer l'azimut et la hauteur (ou son complément la distance zénithale) d'un point.